# Don Novello
Donald Novello, detto Don (Lorain, 1º gennaio 1943), è un attore, doppiatore e sceneggiatore statunitense.

## Biografia
È il figlio di Eleanor Eileen Finnerty, infermiera, e Augustine Joseph Novello, medico.
Attore di origini italiane e irlandesi, nasce però come sceneggiatore, ha scritto episodi del Saturday Night Live dal 1978 al 1986, nel 1979 diviene attore, le sue interpretazioni più famose sono in Il padrino - Parte III nel ruolo di Dominic Abbandando, Casper nel ruolo di Padre Guido Sarducci (dove, stranamente, è doppiato con accento spagnolo) e in Atlantis - L'impero perduto dove doppia Vincenzo 'Vinny' Santorini.

## Filmografia

### Attore
- Palle d'acciaio (Head Office), regia di Ken Finkleman (1985)
- Tucker - Un uomo e il suo sogno (Tucker: The Man and His Dream), regia di Francis Ford Coppola (1988)
- New York Stories - episodio La vita senza Zoe, regia di Francis Ford Coppola (1989)
- I visitatori del sabato sera (The Spirit of '76), regia di Lucas Reiner (1990)
- Il padrino - Parte III (The Godfather: Part III), regia di Francis Ford Coppola (1990)
- Tales of the City - miniserie TV diretta da Alastair Reid (1993)
- Casper , regia di Brad Silberling (1995)
- Biglietti... d'amore (Just the Ticket), regia di Richard Wenk (1999)
- Twixt, regia di Francis Ford Coppola (2011)

### Doppiatore
- Atlantis - L'impero perduto (Atlantis: The Lost Empire), regia di Gary Trousdale e Kirk Wise (2001)

## Doppiatori italiani
- Nino Prester in Palle d'acciaio, Il padrino - Parte III
- Pasquale Anselmo in Casper
- Francesco Vairano in New York Stories
- Maurizio Fardo in Tucker - Un uomo e il suo sogno

Da doppiatore è sostituito da:
- Pasquale Anselmo in Atlantis - L'impero perduto